# Burg Neuwindstein
Burg Neuwindstein (frz.: Château du Nouveau-Windstein) ist die Ruine einer Felsenburg auf einem Berg westlich der Gemeinde Windstein im Département Bas-Rhin (Frankreich) im Gebiet der in Frankreich so genannten Nordvogesen.

## Geschichte
Früher nahm man an, die Burg sei nach der Zerstörung der Burg Altwindstein nach 1332, vermutlich 1339, durch Wilhelm von Windstein als Lehen der Bischöfe von Speyer errichtet worden. Diese Baunachricht bezieht sich aber wahrscheinlich auf die Nordanlage von Altwindstein. Der spätromanisch-frühgotische Formenschatz von Neuwindstein erweist dagegen, dass die Burg schon in der ersten Hälfte des 13. Jahrhunderts entstanden sein muss.
Erste nachweislich urkundliche Erwähnung der Burg ist als castrum Wynstein in vossagio als Lehen der Bischöfe von Speyer.
Im 14. und 15. Jahrhundert war sie gemeinsamer Besitz der Herren von Windstein mit anderen Familien, so zum Beispiel den Herren von Lichtenberg, den Grafen von Leiningen, der Kurpfalz und den Eckbrechten von Dürkheim. Mit Hans Ostertags von Windstein starben 1480 die Herren von Windstein aus.
Seit der zweiten Hälfte des 17. Jahrhunderts war die Burg im alleinigen Besitz der Eckebrechten von Dürkheim und wurde 1676 nach erfolgloser Verteidigung durch den kurpfälzischen Oberst Wolf Friedrich von Dürkheim durch die Franzosen zerstört. Ein Wiederaufbau unterblieb.

## Anlage

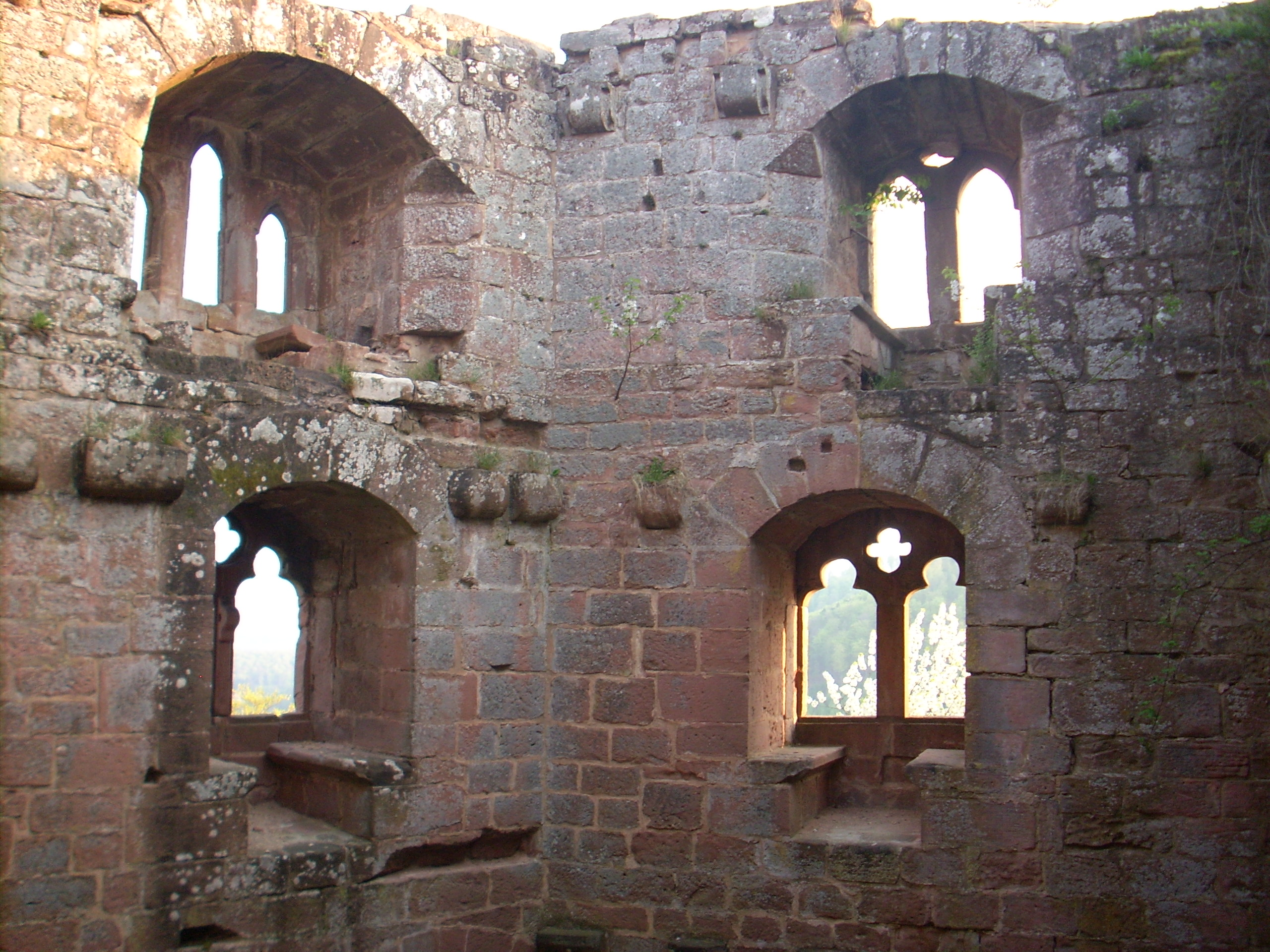
Das Innere des Wohnturms

Vorhanden sind heute noch umfangreiche Ruinen, so der Wohnturm der Oberburg mit Schildmauer, Gebäudereste der Unterburg sowie eine Barbakane.
Im Gegensatz zu vielen anderen Felsenburgen sind in dieser Anlage nur wenige Teile der Burg aus dem Buntsandsteinfelsen herausgehauen. Der Burgfelsen ist auch nicht so mächtig wie der einer typischen Felsenburg. Es sind dafür noch massive Mauern aus Buckelquadern erhalten.
Etwa 200 Meter nördlich befinden sich die geringen Reste der Burg Mittel-Windstein.